# Hovedby
En hovedby er normalt den by i en kommune, i en storby, en region, en provins eller delstat, hvor den overordnede administrative forvaltning findes, dvs. hvor forvaltningschefen/borgmesteren eller områdets styrende organ befinder sig. En hovedstad er hovedbyen i et land, men er ikke nødvendigvis af den grund også regeringssædet, som det f.eks. er tilfældet med Amsterdam og Den Haag i Holland. Det er heller ikke nødvendigvis den største eller mest folkerige by. Eksempelvis kan kommunesammenlægning betyde, at hovedbyen bliver den, hvor forvaltningens styre placeret. 
Ikke alle større byer er samtidig hovedby i det område, de ligger i, men kan af dettes befolkning alligevel opfattes som sådan, når bestemte infrastrukturer kun findes i denne by. 
I den tyske del af Schweiz er en hovedby (tysk: Hauptort) samtidig fyrstens hjemsted. Her kan en lille by være hovedby, da ikke alle kantoner har egentlige byer. Som eksempel er hovedbyen i kantonen Appenzell Innerrhoden, der i alt har omkring 20.000 indbyggere, den lille by Appenzell med kun 5.500 indbyggere (2002). I kantoner, hvor hovedadministrationen ligger i en stor by, kaldes hovedbyen samtidig hovedstad, som det f.eks. er tilfældet med Zürich. Dette gælder også for Liechtensteins hovedby Vaduz med noget over 5.000 indbyggere. I Schweiz defineres alle bebyggelser med mere end 10.000 indbyggere som en by. Mange historiske byer har væsentlig færre indbyggere. Blandt de historiske byer findes eksempelvis Stein am Rhein, Diessenhofen og Maienfeld eller, mere ekstremt, Werdenberg og Fürstenau med færre end 100 indbyggere. 
I det øvrige tysktalende område kaldes en bebyggelse (ort) for en by, når den, uafhængig af sit nuværende indbyggertal, fik tildelt byrettigheder i middelalderen. Byer eller storbyer er også de bebyggelser, som har opnået et vist, højt indbyggertal. 
I Frankrig benyttes den tilsvarende franske betegnelse chef-lieu for forvaltningsstedet for enhver administrativ enhed under selv staten, (dvs. i regioner, departementer, arrondissementer, kantoner og kommuner ).
I Italien findes det tilsvarende begreb capoluogo på samme måde for forvaltningsstedet for de italienske regioner, provinser og kommuner.
I Sverige har hver af de 290 kommuner en hovedby (svensk: Centralort), som ofte har samme navn som kommunen.
Den mindste hovedby i verden er Adamstown på Pitcairn, som kun har 45 indbyggere.